# Futsal-Weltmeisterschaft 2000
Die 4. FIFA Futsal-Weltmeisterschaft fand vom 18. November bis zum 3. Dezember 2000 in der guatemaltekischen Hauptstadt Guatemala-Stadt statt. Die 16 teilnehmenden Mannschaften spielten in 40 Partien den vierten Futsal-Weltmeister unter der Schirmherrschaft der FIFA aus.
Die spanische Mannschaft konnte durch einen 4:3-Erfolg im Finale über Titelverteidiger Brasilien erstmals die Weltmeisterschaft gewinnen. Das portugiesische Team gewann im Spiel um Platz 3 mit 4:2 gegen Russland. Der Brasilianer Manoel wurde wie schon vier Jahre zuvor sowohl Torschützenkönig als auch als bester Spieler des Turniers ausgezeichnet. 

## Gastgeber und Austragungsorte
Guatemala wurde nach Mexiko das zweite mittelamerikanische Land, das die Endrunde eines offiziellen FIFA-Wettbewerbs ausrichtete. Das Turnier wurde in zwei Hallen in der Hauptstadt Guatemala-Stadt ausgetragen.
- Der Domo Polideportivo wurde anlässlich der Futsal-WM innerhalb von elf Monaten erbaut. Die Multifunktionsarena war Hauptaustragungsort des Turniers. Insgesamt wurden 28 Partien im Domo ausgetragen, darunter sämtliche Spiele der Zwischen- und Finalrunde sowie zwölf Partien der Vorrunde. Die Halle fasste 7.500 Zuschauer und bot zudem für 100 Medienvertreter Platz. Die Halle befindet sich im 13. Stadtbezirk.
- Im Gimansio Teodoro Palacio Flores fanden zwölf Vorrundenpartien statt. Die Halle wurde für das Turnier komplett saniert und modernisiert. So wurden der Umkleidebereich komplett umgebaut, das Belüftungs- und Wassersystem saniert, die Tribünen um Presse- und VIP-Plätze erweitert und ein neuer Hallenboden verlegt. Bis zu 5.000 Zuschauer konnte in der im 5. Stadtbezirk gelegenen Halle die Spiele verfolgen.

## Teilnehmer
Um die 15 Endrundenplätze bewarben sich insgesamt 63 Verbände und damit 16 mehr als noch vier Jahre zuvor. Guatemala als Gastgeber war automatisch qualifiziert.
In Europa gab es fünf Qualifikationsgruppen mit je fünf oder sechs Mannschaften, in denen sich jeweils der Gruppensieger qualifizierte. Dabei setzten sich etwas überraschend Portugal gegen das favorisierte Italien und Kroatien gegen Tschechien durch. Zudem qualifizierten sich Vizeweltmeister Spanien, die Niederlande und Russland.
In Südamerika wurden die Qualifikanten im Rahmen der Futsal-Südamerikameisterschaft 2000 bestimmt. Neun der zehn CONMEBOL-Mitglieder nahmen an dem Wettbewerb teil (nur Kolumbien fehlte), qualifizieren konnte sich Südamerikameister und Titelverteidiger Brasilien, Argentinien und Uruguay, das sich im Spiel um Platz 3 gegen Bolivien durchsetzte.
Um die zwei weiteren Plätze der CONCACAF bewarben sich acht Nationen, die bei der CONCACAF Futsal-Meisterschaft 2000 ausgespielt wurden. Neben Turniersieger Costa Rica qualifizierte sich auch Kuba für das Endturnier. Die Vereinigten Staaten verpassten als Turnierdritte erstmals die Endrundenteilnahme.
Für Afrika stand erneut nur ein Platz zur Verfügung. Vier Mannschaften (und damit eine weniger als noch 1996) spielten in Kairo den Titel des Afrikameisters aus und bestimmten gleichzeitig den Afrika-Vertreter für die WM-Endrunde. Das ägyptische Team konnte dabei den Heimvorteil nutzen und gewann ohne Punktverlust die Futsal-Afrikameisterschaft 2000.
In Asien wurden die Teilnehmer während der Futsal-Asienmeisterschaft 2000 ausgespielt. Neben dem Iran qualifizierten sich Kasachstan und Turniergastgeber Thailand. Das japanische Team verpasste die Qualifikation als Viertplatzierte knapp.
In Ozeanien gab es Ende August 1999 ein Qualifikationsturnier in Vanuatu, das gleichzeitig als Ozeanienmeisterschaft galt. Australien dominierte dabei wie schon 1996 das Turnier und setzte sich ohne Punktverlust und 41:4 Toren souverän durch. 
Für Gastgeber Guatemala, Kasachstan, Kroatien, Portugal und Thailand war es die erste Teilnahme an einer FIFA Futsal-Weltmeisterschaftsendrunde.

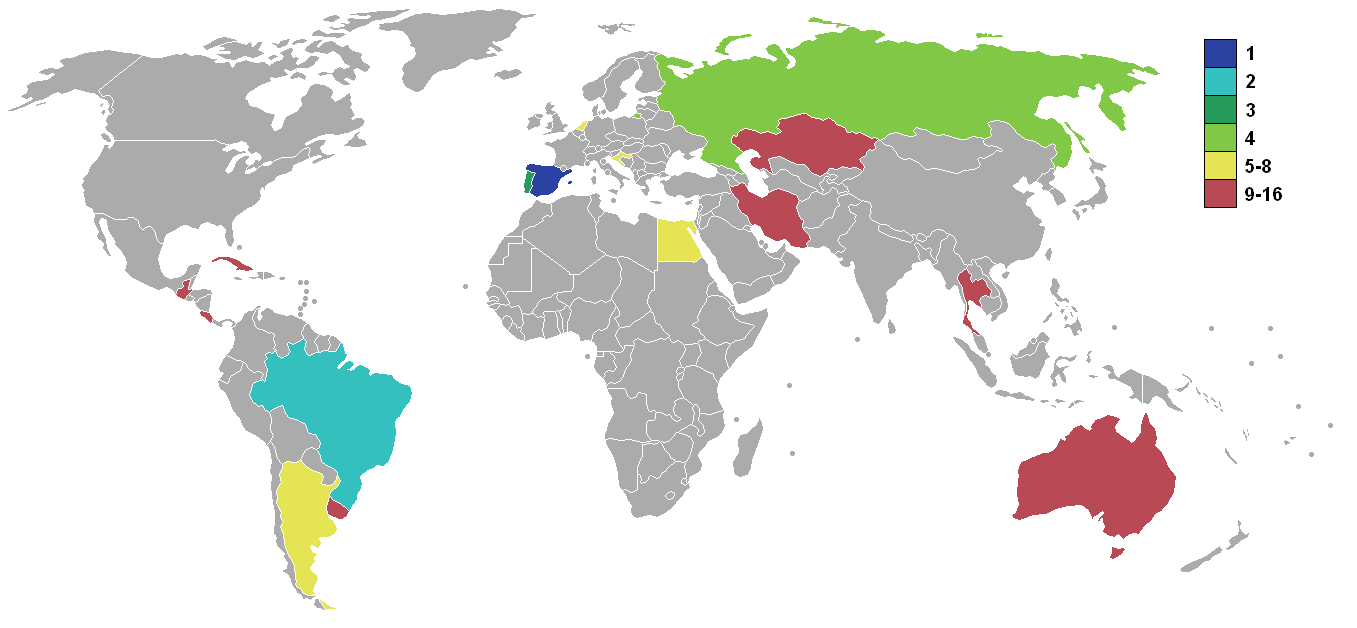
Platzierungen der Teilnehmer

| 5 aus Europa                  | Kroatien    | Niederlande | Portugal | Russland |
|                               | Spanien     |             |          |          |
| 3 aus Südamerika              | Argentinien | Brasilien   | Uruguay  |          |
| 3 aus Nord- und Mittelamerika | Costa Rica  | Guatemala   | Kuba     |          |
| 3 aus Asien                   | Iran        | Kasachstan  | Thailand |          |
| 1 aus Afrika                  | Ägypten     |             |          |          |
| 1 aus Ozeanien                | Australien  |             |          |          |

## Modus
Der Modus blieb im Vergleich zu den vorhergehenden Weltmeisterschaften unverändert. Die 16 Mannschaften spielten zunächst in vier Vorrundengruppen mit je vier Mannschaften. Innerhalb jeder Gruppe spielte jede Mannschaft gegen jede andere Mannschaft. Die beiden Gruppenbesten jeder Gruppe qualifizierten sich für die zweite Gruppenphase, in der die acht Mannschaften erneut in zwei Vierergruppen (je zwei Vorrundensieger und zwei Vorrundenzweite pro Gruppe) verteilt wurden und nochmals gegen jede Mannschaft ein Spiel austrugen. Die beiden Besten jeder Gruppe qualifizierten sich für das Halbfinale, das im K.-o.-System stattfand. Bei Punktegleichstand während der Gruppenphase entschied das Torverhältnis über die Platzierung.

## Vorrunde

### Gruppe A
| Sa, 18. November 2000, 14:00 Uhr & 16:00 Uhr |   |            |             |
| Guatemala                                    | – | Portugal   | 2:6 (0:3)   |
| Brasilien                                    | – | Kasachstan | 12:1 (5:1)  |
| Di, 21. November 2000, 18:00 Uhr & 20:00 Uhr |   |            |             |
| Portugal                                     | – | Brasilien  | 0:4 (0:0)   |
| Kasachstan                                   | – | Guatemala  | 5:6 (2:3)   |
| Do, 23. November 2000, 14:00 Uhr             |   |            |             |
| Portugal                                     | – | Kasachstan | 6:2 (3:0)   |
| Guatemala                                    | – | Brasilien  | 2:29 (0:12) |

### Gruppe B
| Mo, 20. November 2000, 18:00 Uhr & 20:00 Uhr |   |             |           |
| Uruguay                                      | – | Thailand    | 4:1 (2:1) |
| Ägypten                                      | – | Niederlande | 3:5 (0:4) |
| Mi, 22. November 2000, 18:00 Uhr & 20:00 Uhr |   |             |           |
| Thailand                                     | – | Ägypten     | 0:7 (0:2) |
| Niederlande                                  | – | Uruguay     | 3:1 (1:0) |
| Do, 23. November 2000, 16:00 Uhr             |   |             |           |
| Niederlande                                  | – | Thailand    | 6:1 (2:0) |
| Ägypten                                      | – | Uruguay     | 4:2 (2:0) |

### Gruppe C
| So, 19. November 2000, 14:00 Uhr & 16:00 Uhr |   |            |            |
| Russland                                     | – | Kroatien   | 4:2 (0:0)  |
| Australien                                   | – | Costa Rica | 2:6 (1:2)  |
| Di, 21. November 2000, 18:00 Uhr & 20:00 Uhr |   |            |            |
| Costa Rica                                   | – | Russland   | 1:6 (0:4)  |
| Kroatien                                     | – | Australien | 6:0 (3:0)  |
| Do, 23. November 2000, 18:00 Uhr             |   |            |            |
| Kroatien                                     | – | Costa Rica | 4:1 (2:0)  |
| Russland                                     | – | Australien | 10:1 (4:1) |

### Gruppe D
| Mo, 20. November 2000, 18:00 Uhr & 20:00 Uhr |   |             |           |
| Kuba                                         | – | Spanien     | 0:9 (0:3) |
| Iran                                         | – | Argentinien | 1:2 (1:0) |
| Mi, 22. November 2000, 18:00 Uhr & 20:00 Uhr |   |             |           |
| Argentinien                                  | – | Kuba        | 8:1 (2:1) |
| Spanien                                      | – | Iran        | 7:2 (6:0) |
| Do, 23. November 2000, 20:00 Uhr             |   |             |           |
| Iran                                         | – | Kuba        | 3:0 (1:0) |
| Argentinien                                  | – | Spanien     | 0:3 (0:0) |

## Zwischenrunde

### Gruppe E
| So, 26. November 2000, 14:00 Uhr & 16:00 Uhr |   |             |            |
| Russland                                     | – | Argentinien | 7:1 (1:1)  |
| Brasilien                                    | – | Ägypten     | 12:4 (4:1) |
| Mo, 27. November 2000, 18:00 Uhr & 20:00 Uhr |   |             |            |
| Ägypten                                      | – | Russland    | 6:4 (4:3)  |
| Argentinien                                  | – | Brasilien   | 1:4 (0:2)  |
| Mi, 29. November 2000, 18:00 Uhr & 20:00 Uhr |   |             |            |
| Ägypten                                      | – | Argentinien | 3:4 (2:2)  |
| Brasilien                                    | – | Russland    | 6:2 (5:0)  |

### Gruppe F
| Sa, 25. November 2000, 14:00 Uhr & 16:00 Uhr |   |             |           |
| Niederlande                                  | – | Portugal    | 1:3 (0:0) |
| Spanien                                      | – | Kroatien    | 5:0 (3:0) |
| So, 26. November 2000, 18:00 Uhr & 20:00 Uhr |   |             |           |
| Kroatien                                     | – | Niederlande | 5:2 (3:1) |
| Portugal                                     | – | Spanien     | 1:3 (0:2) |
| Di, 28. November 2000, 18:00 Uhr & 20:00 Uhr |   |             |           |
| Portugal                                     | – | Kroatien    | 3:1 (0:0) |
| Niederlande                                  | – | Spanien     | 0:7 (0:1) |

## Finalrunde

### Halbfinale
| 1. Dezember 2000, 16:00 Uhr | Domo | Brasilien | – | Portugal |  | 8:0 (3:0) |
| 1. Dezember 2000, 18:00 Uhr | Domo | Spanien   | – | Russland |  | 3:2 (1:1) |

### Spiel um Platz 3
| 3. Dezember 2000, 14:00 Uhr | Domo | Russland | – | Portugal |  | 2:4 (2:1) |

### Finale
| 3. Dezember 2000, 16:30 Uhr | Domo | Spanien | – | Brasilien |  | 4:3 (2:1) |

## Beste Torschützen
| Rang | Spieler           | Tore |
| ---- | ----------------- | ---- |
| 1    | Manoel Tobias     | 19   |
| 2    | Vander            | 11   |
| 3    | Daniel            | 10   |
|      | Schumacher        | 10   |
| 5    | Anderson          | 8    |
| 6    | Gehad Sayed       | 7    |
|      | Fininho           | 7    |
| 8    | Henny Lettnick    | 6    |
|      | Sayed Abdel Kader | 6    |
|      | Javi Rodríguez    | 6    |
|      | Falcão            | 6    |
|      | Lenísio           | 6    |

## Auszeichnungen
Sowohl der Goldene Ball für den besten Spieler des Turniers als auch der Goldene Schuh für den besten Torschützen gingen wie schon vier Jahre zuvor an den Brasilianer Manoel Tobias. Tobias war mit 19 Treffern und 14 Vorlagen erneut der überragende Torschütze und wurde zudem mit dem Goldenen Schuh ausgezeichnet. Seine Teamkollegen Vander (11 Tore/8 Vorlagen) und Schumacher (10 Tore/4 Vorlagen) bekamen den Silbernen bzw. Bronzenen Schuh. Schumacher wurde zudem auch mit dem Silbernen Ball ausgezeichnet. Der Bronzene Ball ging an den Spanier Daniel.  Den Fair-Play-Preis erhielt die Mannschaft aus Brasilien. 
| FIFA All-Star-Team                                      | Reserve                                                                          |
| ------------------------------------------------------- | -------------------------------------------------------------------------------- |
| Bozidar Butigan (Tor) Orol Fininho Manoel Tobias Daniel | Tom Sier (Tor) Arafa Sayed Arnaldo Arkardiy Bely Carlos Sánchez Santi Schumacher |